# Димитри Вегас & Лайк Майк
Dimitri Vegas & Like Mike са белгийски диджеи и продуценти. Техните истински имена са Димитри Тивайос и Майкъл Тивайос. Те са класирани като № 1 през 2015 г. и 2019 г., и № 2 през 2014 г., 2016 г., 2017 г. и 2018 г. според списъка на DJ Mag Топ 100 диджеи '

## Биография
Родени в Белгия, Димитри и Майкъл Тивайос са от гръцки произход.  Братята са израснали във фламандския град Уилброк. Те започват да правят първите си стъпки като диджеи на тийнейджърска възраст.  Много бързо те правят няколко участия в малки клубове и стават резиденти на радиоBeatFM. След това Димитри напуска Фландрия през 1999 г. и започва да обикаля Европа. Той е живял в Майорка, а след това в Халкидики, Гърция, преди да се премести в Ибиса през 2003 г., където е резидент в големи клубове като Privilege и Space.  През 2017 г. Димитри Вегас се жени за родената в Белгия диджейка MATTN в Ибиса. През 2015 г. Димитри Вегас & Лайк Майк стават първото и единствено до момента дуо, което печели най-престижната награда в света на електронната музика в класацията на „DJ Mag Top 100 DJs“. Следват множество турнета и рекорди, като най-впечатляващ е поставен в Германия – 45 000 души идват да ги гледат и слушат на стадиона на футболния „Шалке 04“, което към този момент го прави най-посетеното соло диджей шоу в Европа. Всяко от представленията на двамата белгийци е съчетано с много пироефекти и диалог с публиката.

## Dimitri Vegas & Like Mike в България
На 23 май (сряда) 2018 година белгийското дуо Dimitri Vegas & Like Mike прави първото си участие в България. Артистите представят шоуто 'SMASH THE HOUSE' в столичната зала Арена Армеец. Събитието е организирано от YALTA CLUB. Участие вземат още Sunnery James и Ryan Marciano, както и дуото DubVision.